# Cimetière militaire allemand de Caudry
Le cimetière militaire allemand de Caudry est un cimetière militaire de la Première Guerre mondiale situé sur le territoire de la commune de Caudry dans le département du Nord.

## Historique
Après la bataille du Cateau du 26 août 1914, la ville de Caudry fut occupée par les Allemands et resta loin des combats jusqu'au 10 octobre 1918, date à laquelle elle fut capturée par la 37e Division Britannique. Caudry fut un centre allemand d'unités médicales et ce terrain servit à inhumer les soldats allemands victimes de leurs blessures dès avril 1917, lors des combats de la Ligne Hindenburg. Après la guerre, les autorités françaises rassemblent les corps des soldats allemands inhumés dans les nombreux cimetières des environs. On négligea l'identification de 1 562 soldats qui reposent dans une fosse commune. En 1926, l'architecte Robert Tischler donna à cette nécropole sa disposition actuelle et dans les années 1960, des croix de pierre comportant les noms de 4 ou 6 soldats avec leur grade et la date de leur décès remplacèrent les croix de bois noires.

## Caractéristique
Dans ce cimetière est situé à côté du nouveau cimetière communal de Caudry, rue du Souvenir Français, dans lequel on trouve aussi le Cimetière militaire britannique et un Carré militaire Français, sont inhumés 3 194 soldats allemands.

## Galerie

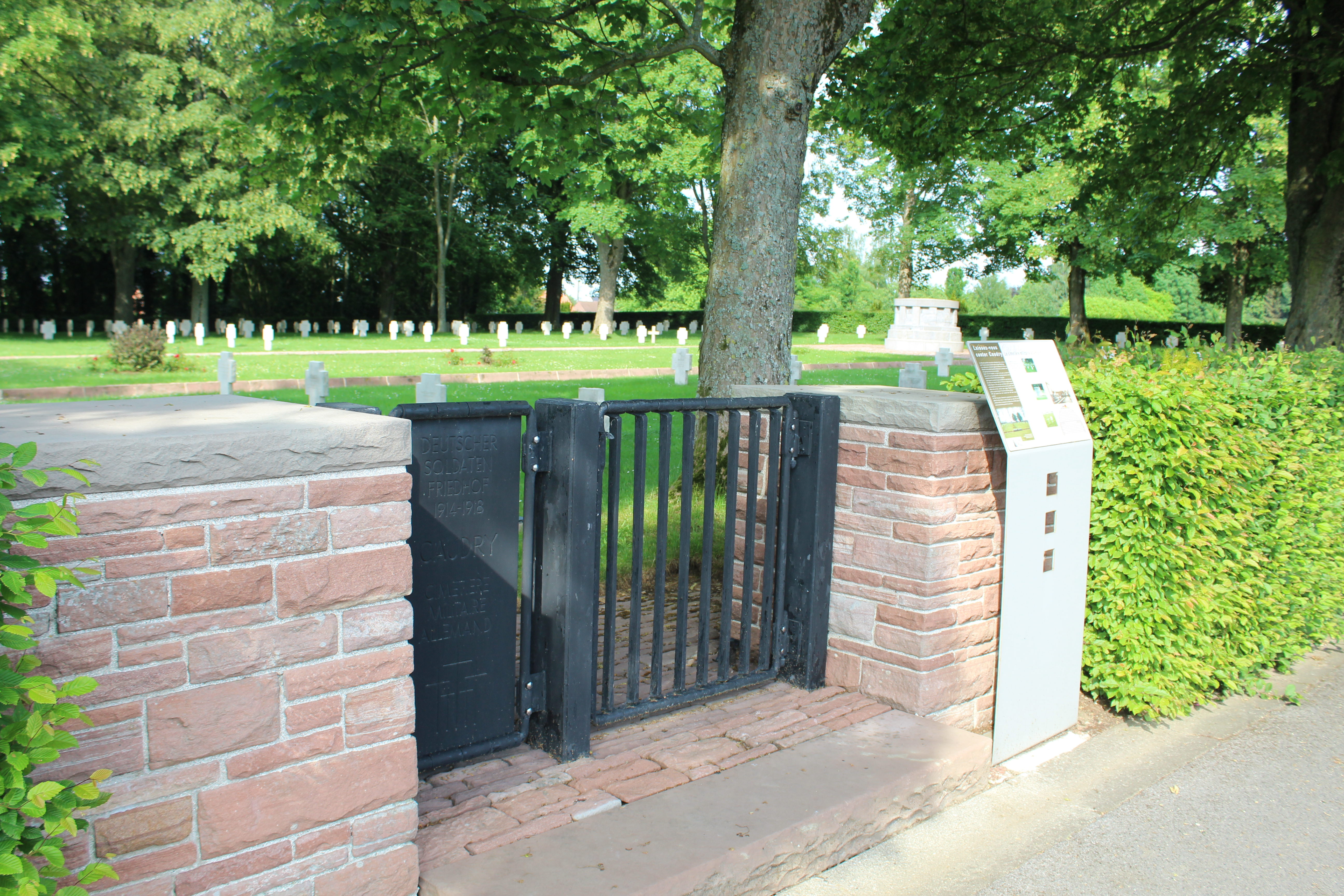
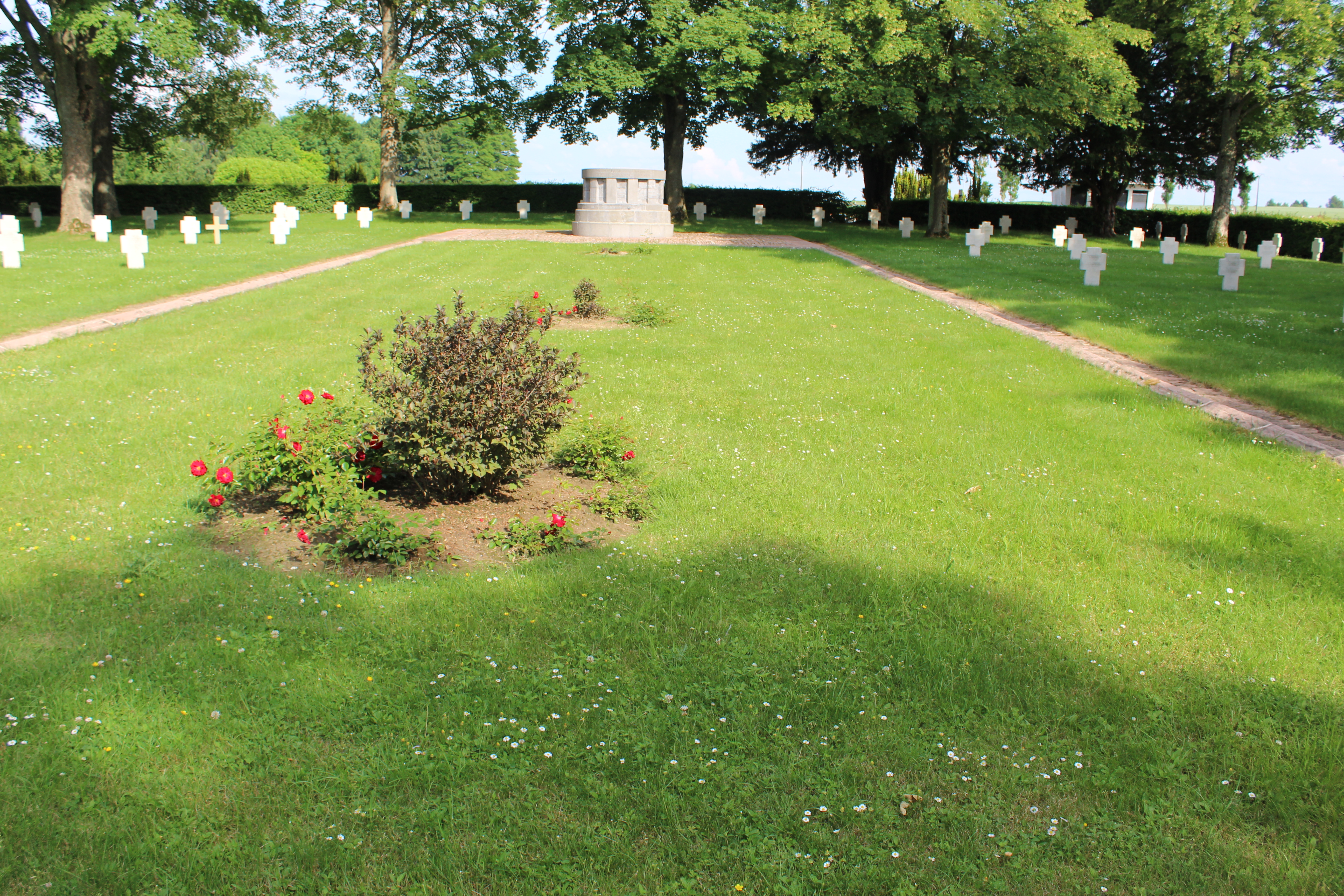
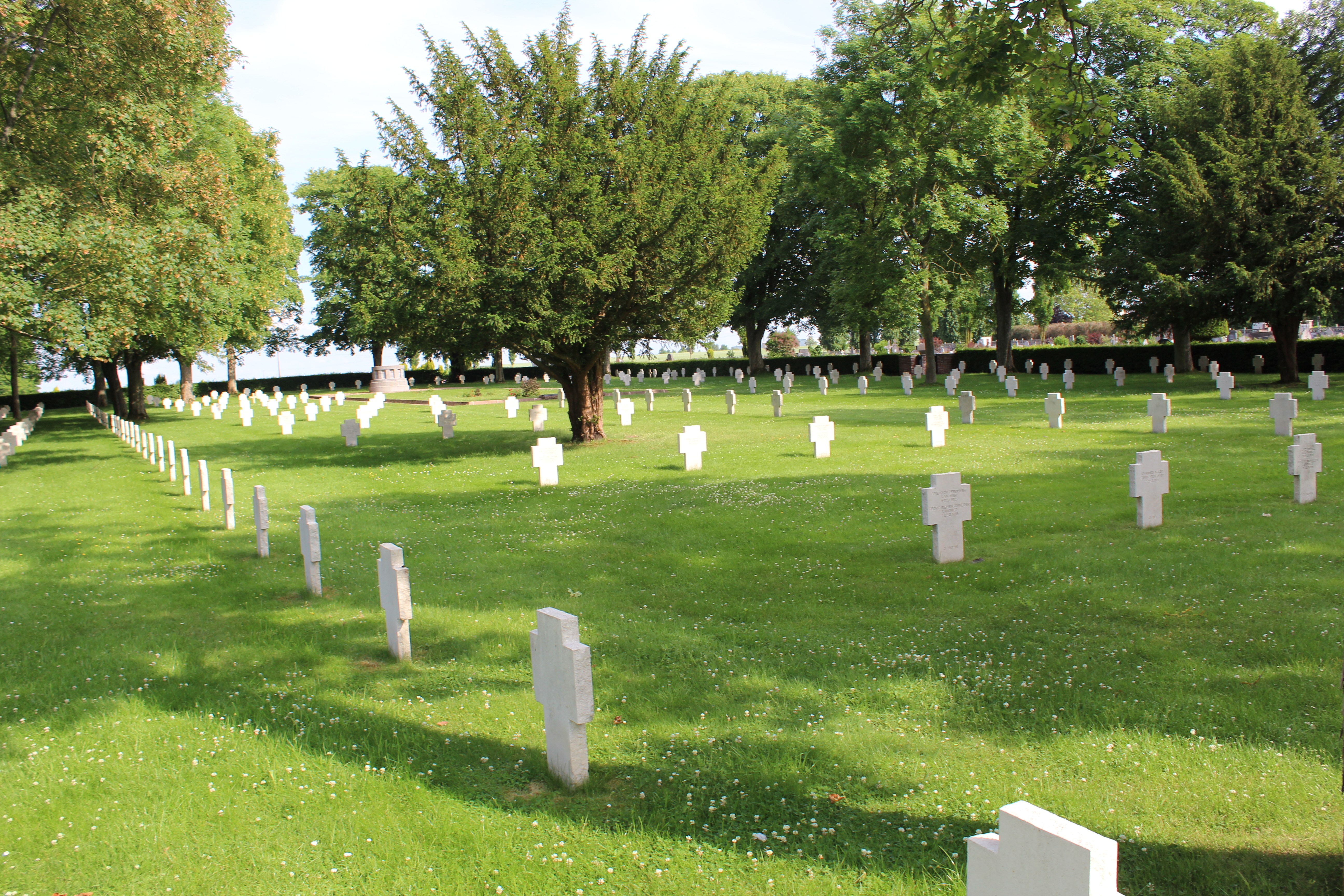
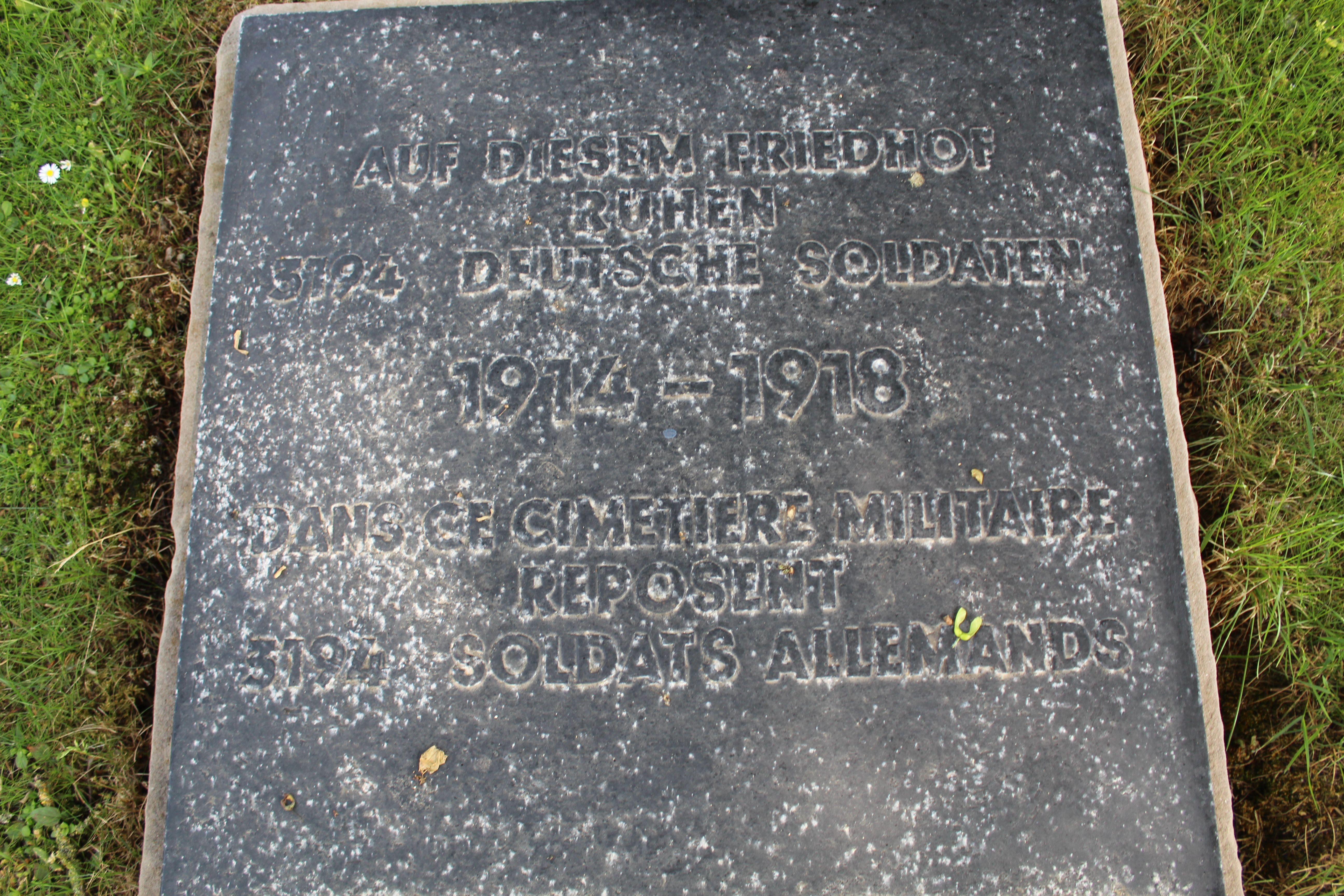

## Sépultures
| Pays      | Sépultures |
| --------- | ---------- |
| Allemagne | 3 194      |